# 19 Ursae Minoris
19 Ursae Minoris är en blåvit stjärna i huvudserien i stjärnbilden Lilla björnen. Stjärnan har visuell magnitud +5,47 och är synlig för blotta ögat vid god seeing.